# Асікаґа Мотіудзі
Асікаґа Мотіудзі (1398 — 24 березня 1439) — 4-й Канто-кубо (намісник регіону Канто в період Муроматі) у 1409—1439 роках.

## Життєпис
Походив зі знатного самурайського роду Асікаґа. Старший син Асікаґа Міцукане, канто-кубо. Народився у 1398 році. У 1409 році після смерті батька стає новим правителем регіону Канто, а також отримує в керування провінції Муцу і Дева. Втім з огляду на малий вік фактично деякий час керував сіцудзі (головний радник) Уесуґі Удзінорі, який першим застосував до себе титул канрей. завдяки цьому зберігався спокій в підвладних провінціях та з бакуфу (урядом сьогунату).
У 1415 році Асікаґа Мотіудзі перебрав владу на себе. Невдовзі вступив у конфлікт з Уесуґі Удзінорі, який пішов увідставку йстав ченцем. Слідом за цим політика із зміцнення влади канто-кубо призвела до конфліктів з впливовими родами самураїв. У 1416 році за підтримки бакуфу повстав Удзінорі, якого підтримали знатні роди провінцій Муцу, Дева та західних провінцій Канто. Доволі швидко Мотоудзі зазнав поразки й втік до Кіото. Тут заручився підтримкою сьогуна Асікаґа Йосімоті, який спрямував війська та звернувся до самураїв з закликом підтримати Асікаґа Мотіудзі. Внаслідок цього заколотники швидко зазнали поразки.
По поверненню до Камакури Мотіудзі став потроху відновлювати позиції в Канто. Слідом за цим атакував роди Такеда і Ода — прихильників Уесуґі Удзінорі. У 1423 році всиновлено сьогуном Асікаґа Йосімоті, який зрікся влади того ж року. У 1426—1428 роках, скориставшись зміною сьогунів, фактично став вести себе як незалежний володар. У 1428 року готувався підтримати претендента від Південної династії на трон, але заворушення принца Огура-но-мія швидко зазнали поразки. Втім ситуація почала змінюватися з приходом до влади сьогуна Асікаґа Йосінорі, який зумів стати правителем Японії, обійшовши Мотіудзі.
Асікаґа Мотіудзі розпочав політику невизнання діючого сьоґуна, оскільки сам планував очолити сьоґунат після смерті бездітного Йосімоті. У 1429 році Асікаґа Мотіудзі ослухався наказу змінити використання старого девізу правління з Сьотьо на Ейкьо і самовільно призначав у Камакурі настоятелів дзенівських храмів. Ці дії сьоґун використати як привід для приборкання незалежного правителя, але військовики відмовили Йосінорі від цього плану. 1434 року вступив в союз з впливовим монастирем Енрякудзі.
У 1438 році без дозволу Йосінорі провів церемонію повноліття для свого старшого сина, знехтувавши правом сьоґуна надавати усім молодикам підлеглих володарів один ієрогліф від свого імені. Цей вчинок кантоського правителя розцінили у столиці як відверто ворожий. Відтепер Йосінорі лише чекав зручного моменту, аби знищити непокірного родича.
У 1438 канрей Уесуґі Норідзане, який часто дорікав Асікаґа Мотіудзі за розкол єдиного дому Асікаґа, дізнався, що той збирається вбити його, і був змушений тікати з резиденції Мотіудзі в Камакурі до своїх володінь у провінції Кодзуке. У відповідь Мотіудзі організував каральний похід проти непокірного васала. Оголошенням війни скористався сьоґун Асікаґа Йосінарі, який уклав союз із Уесуґі та іншими впливовими родами проти асікаґа Мотіудзі, оголосивши того «ворогом імператорської династії». У 1439 році у вирішальній битві біля Хаконе Мотіудзі зазнав нищівної поразки, врятувавши у монастирі Дзуйсен, де незабаром наклав на себе руки, написавши гаммон (передсмертне молитву-послання), написане власною кров'ю. Майже усі його родичі були страчені.
Внаслідок цього весь регіон Канто підпав під безпосереднє керування сьогуна. Але опір решти синів Моріудзі було придушено лише у 1441 році. Лише у 1449 році було призначено нового канто-кубо — Асікаґа Сіґеудзі, молодший син Асікаґа Мотіудзі .